# Rijswijk vasútállomás
Rijswijk vasútállomás vasútállomás Hollandiában, Rijswijk városában.

## Vasútvonalak
Az állomást az alábbi vasútvonalak érintik:
- Amsterdam–Rotterdam-vasútvonal
- Haaglanden tram line 17
- Haaglanden tram line 17

## Kapcsolódó állomások
A vasútállomáshoz az alábbi állomások vannak a legközelebb:
- Den Haag Moerwijk (Den Haag Hollands Spoor station, északnyugat)
- Delft vasútállomás (Rotterdam Centraal, délkelet)
- Treubstraat (Den Haag Centraal vasútállomás, Haaglanden tram line 17, északkelet)
- In de Bogaard (Dorpskade (Wateringen), Haaglanden tram line 17, délnyugat)